# Научно-исследовательский институт авиационного оборудования
АО Научно-исследовательский институт авиационного оборудования (АО «НИИАО») — научный и производственный центр (научно-исследовательский институт, НИИ) авиационной промышленности СССР и России, осуществляющий научные исследования, опытно-конструкторские разработки и производство комплексов и систем бортового оборудования.
Сформирован в 1983 г. Расположен в подмосковном г. Жуковский.

## История
Институт был создан в 1983 г., на базе филиала Лётно-исследовательского института (ЛИИ), в соответствии с постановлением ЦК и СМ от 31 декабря 1982 г. О создании НИИАО было официально объявлено в приказе МАП № 99 от 24 февраля 1983 г. после завершения присоединения к вновь созданному институту Специального ОКБ ЛИИ. Эту дату принято считать днем рождения института.
В настоящее время входит в концерн «Авиаприборостроение», созданный в 2009 году Государственной корпорацией «Ростехнологии», на базе НИИАО, с целью интеграции предприятий авиационно-космической отрасли по системному проектированию и поставкам авиационных приборов и комплексов радиоэлектронного оборудования. 

## Деятельность
Институт осуществляет создание интегрированных цифровых комплексов пилотажно-навигационного оборудования (ПНО) для самолётов, вертолётов, оборудования для космических пилотируемых и иных аппаратов, а также комплексных тренажёров для подготовки космонавтов, авиационных авиатренажёров и технических средств обучения.

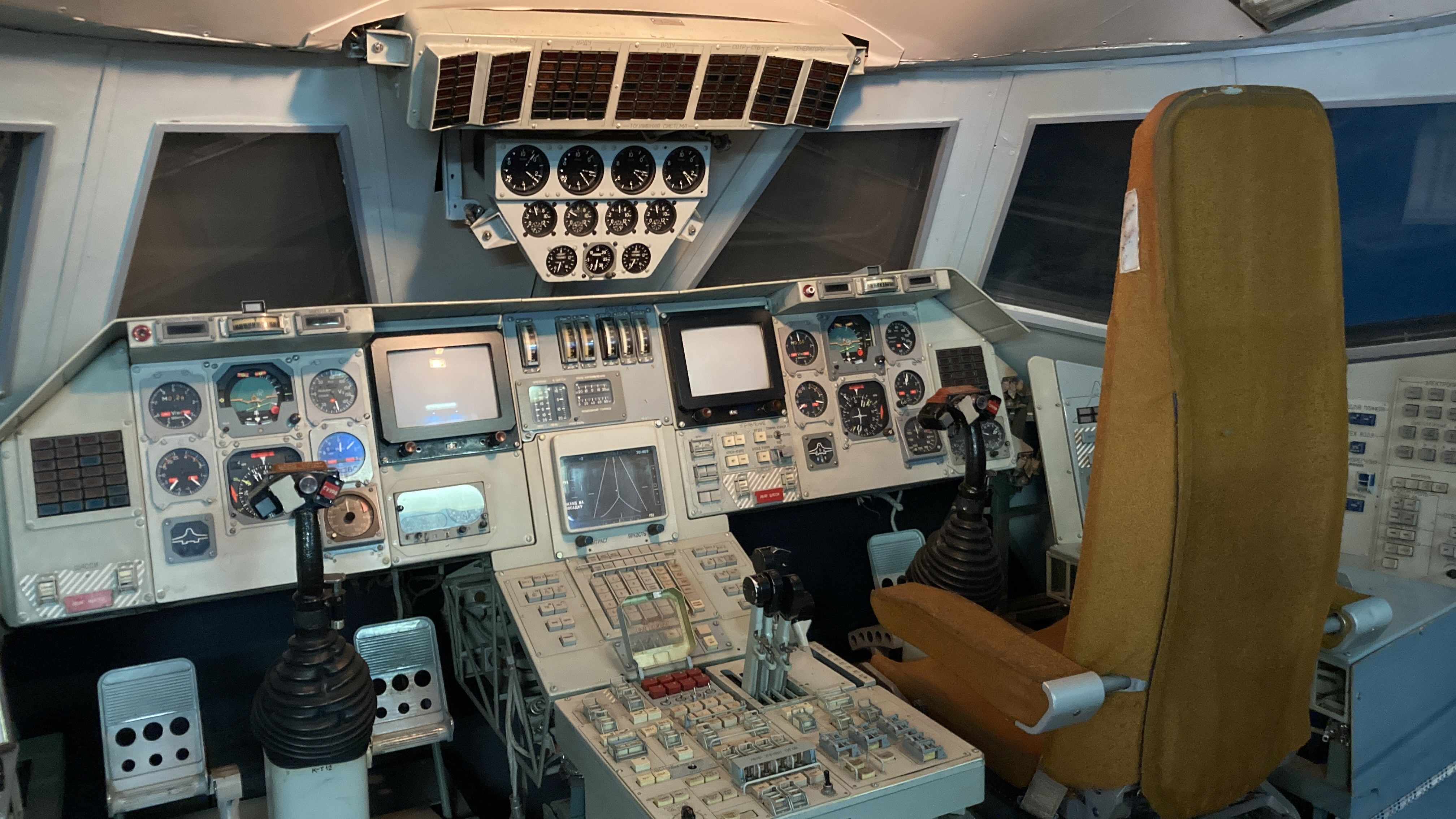
Тренажер орбитального корабля «Буран»

В институте были созданы отечественные образцы авионики, включая: системы управления полётом, предупреждения критических режимов полета, контроля бортового оборудования, средства отображения информации и органы управления для самолётов и пилотируемых космических аппаратов, стенды для испытаний авионики, лазерные измерители параметров атмосферы.
Разработаны системы управления самолетным оборудованием: цифровые комплексы ПНО для самолетов Ил-96, Ту-204, Ил-114. Совместно с фирмой AlliendSignal (США) создан и запущен в производство интегрированный цифровой комплекс авионики для Бе-200 и других самолётов. Разработаны малогабаритные комплексы для сверхлёгких ЛА.
Проводятся исследования проблем электромагнитной совместимости БРЭО и причин отказов электронной техники, защиты бортового оборудования от внешних воздействующих факторов.

## Руководство
- 1983—1990 — генерал-майор Польский, Анатолий Афанасьевич[5].